# Antonio Carminati (architetto)
Antonio Carminati (Trezzo sull'Adda, 26 agosto 1894 – Milano, 22 luglio 1970) è stato un architetto italiano.

## Biografia
Antonio Carminati, architetto e pittore, nasce a Trezzo sull'Adda dai maestri elementari Angelo Vincenzo e da Gabriella Gaetana Pirola. Nel 1909 accede alla Regia Accademia di Belle Arti di Brera, che frequenta con profitto insieme a Giovanni Muzio, Enzo Morelli, Guido Tallone, Luigi Maria Caneva e Antonio Sant'Elia (di cui conserva per tutta la vita alcuni disegni originali).
Dal 1927 svolge attività professionale a Milano, aderendo dal 1931 al razionalismo, spesso in raggruppamento con altri importanti studi.
Muore a Milano nel 1970.

### La professione e le opere

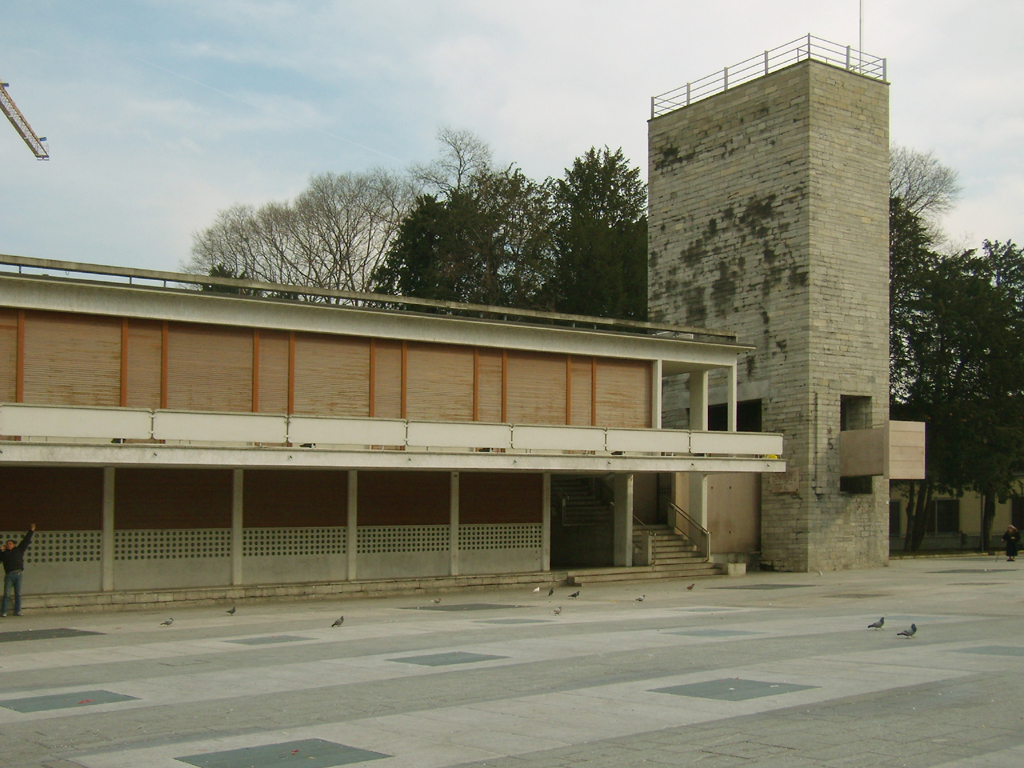
Palazzo Terragni (già Casa del Fascio) a Lissone (con Giuseppe Terragni)

Con Giuseppe Terragni e Giuseppe Mazzoleni collabora al progetto della Casa del Fascio di Lissone.
Nel 1937 Cattaneo, con Terragni e Lingeri, partecipa al concorso per il Palazzo dei Ricevimenti e dei Congressi nel quadro dell'E.42 presentando un edificio modernissimo che documenta la sua distanza dal monumentalismo dilagante in quell'epoca.

## Opere
- Monumento ai Caduti di Brembate (1926-1927), con lo scultore Silvio Zaniboni
- Edificio per uffici in via Manzoni 21 a Milano (1929)
- Palazzo della Camera del Lavoro di Milano in corso di Porta Vittoria 43, già Palazzo dei Sindacati dell'Industria (1930-1933), con Luigi Maria Caneva e Angelo Bordoni
- Casa e negozio Ronchi tra via Cavour e piazza Nazionale a Trezzo sull'Adda (1930)
- Ampliamento e esedra del cimitero comunale di Trezzo sull'Adda (1932-1933) (collab. ing. Ernesto Saliva)
- Allestimento dell’atrio, dell’impluvio, del giardino interno e dello scalone d’onore del Palazzo dell'Arte alla V Triennale di Arti Decorative (1933), con Angelo Bordoni e il pittore Mario Sironi
- Palazzo Terragni, già Casa del Fascio, a Lissone, (1938-1940), con Giuseppe Terragni (collab. Giuseppe Mazzoleni)
- Edificio per abitazioni in via Fatebenefratelli 10 a Milano (1949), con Carlo De Carli
- Edificio per abitazioni e uffici in via dei Giardini 7 a Milano (1949), con Carlo De Carli (collab. ing. Ernesto Saliva)
- Residenza poligonale in via dei Giardini 16 a Milano (già Villa Santo Versace), (1953-1954), con Carlo De Carli
- Teatro Sant'Erasmo in piazza Sant'Erasmo a Milano (1953-1954), con Carlo De Carli (ricavato nell'interrato del palazzo di via dei Giardini 7 e demolito nel 1969)

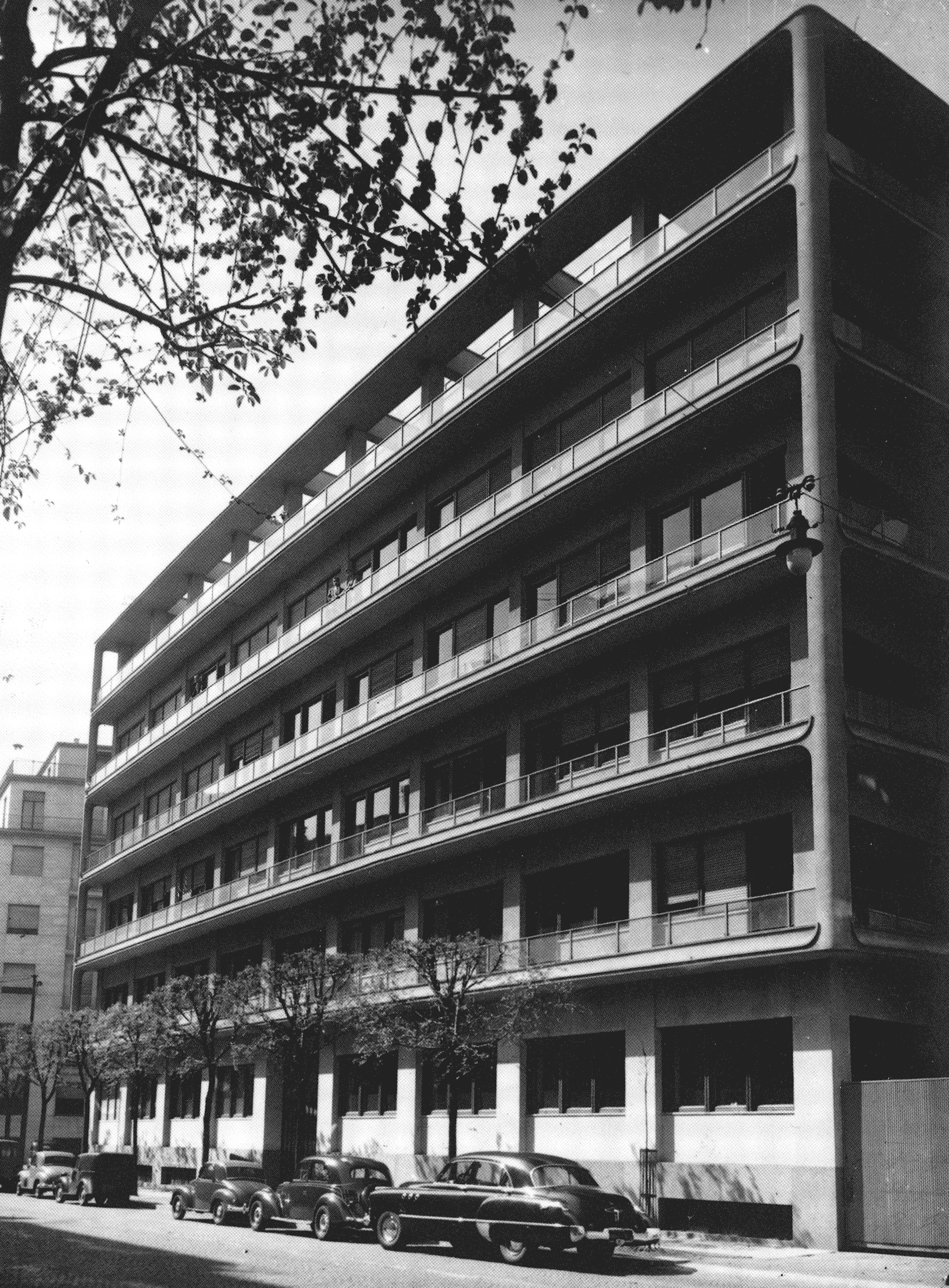
Edificio in via dei Giardini 7 a Milano (con Carlo De Carli)

### Studi e progetti non realizzati

#### Concorsi
- 1928, Torri gemelle in piazza Duomo nel concorso per il Piano Regolatore di Milano, redatto dallo studio “X-Y-Z” (costituito da A. Bordoni, L.M. Caneva e A. Carminati)
- 1934-1935, Concorso per la Torre Littoria da erigersi in piazza Duomo a Milano, con l’ing. Ernesto Saliva, Giuseppe Mazzoleni e Mario Faravelli
- 1934, Concorso di I grado per il Palazzo Littorio in via dell'Impero a Roma (soluzione A e soluzione B), in coll. con Giuseppe Terragni, Pietro Lingeri, Marcello Nizzoli, Mario Sironi, Luigi Vietti, Ernesto Saliva
- 1937, Concorso di II grado per il Palazzo Littorio a Roma, in coll. con Giuseppe Terragni, Pietro Lingeri, Marcello Nizzoli, Mario Sironi, Luigi Vietti, Ernesto Saliva